# Markuška
Markuška – wieś (obec) na Słowacji położona w kraju koszyckim, w powiecie Rożniawa. Miejscowość znajduje się na Pogórzu Rewuckim (Revucká vrchovina), w dolinie Hankovskiego Potoku (Hankovský potok).
Pierwsze wzmianki o miejscowości pochodzą z roku 1311. 
Według danych z dnia 31 grudnia 2012, wieś zamieszkiwało 170 osób, w tym 91 kobiet i 79 mężczyzn.
W 2001 roku pod względem narodowości i przynależności etnicznej 90,64% mieszkańców stanowili Słowacy, a 9,36% Romowie.
Ze względu na wyznawaną religię struktura mieszkańców kształtowała się w 2001 roku następująco:
- Katolicy rzymscy – 5,26%
- Grekokatolicy – 3,51%
- Ewangelicy – 77,78%
- Ateiści – 7,02%
- Nie podano – 0,58%